# Tour DuPont
El Tour DuPont va ser una competició ciclista internacional per etapes que es va disputar a la zona del Mid-Atlantic dels Estats Units entre 1989 i el 1996.
En aquests anys la cursa tingué diferents noms segons quin era el seu major patrocinador:
- 1989-1990: Tour de Trump, quan el principal patrocinador era Donald Trump.
- 1991-1996: Tour DuPont, quan el principal patrocinador era DuPont.

Els ciclistes amb més victòries són l'estatunidenc Lance Armstrong i el mexicà Raúl Alcalá, amb dues.

## Palmarès
| Any           | Primer             | Segon              | Tercer            |
| ------------- | ------------------ | ------------------ | ----------------- |
| Tour de Trump |                    |                    |                   |
| 1989          | Dag-Otto Lauritzen | Henk Lubberding    | Eric Vanderaerden |
| 1990          | Raúl Alcalá        | Atle Kvalsvoll     | Erik Breukink     |
| Tour DuPont   |                    |                    |                   |
| 1991          | Erik Breukink      | Atle Kvalsvoll     | Rolf Aldag        |
| 1992          | Greg Lemond        | Atle Kvalsvoll     | Stephen Swart     |
| 1993          | Raúl Alcalá        | Lance Armstrong    | Atle Kvalsvoll    |
| 1994          | Viatxeslav Iekímov | Lance Armstrong    | Andrea Peron      |
| 1995          | Lance Armstrong    | Viatxeslav Iekímov | Andrea Peron      |
| 1996          | Lance Armstrong    | Pascal Hervé       | Tony Rominger     |

## Palmarès per països
- Estats Units, 3
- Mèxic, 2
- Noruega, 1
- Països Baixos, 1
- Rússia, 1